# Funkcja ochronna prawa
Funkcja ochronna prawa - normy prawa tworzone są w celu zapewnienia prawnej ochrony określonym dobrom, które w ocenie ustawodawcy wymagają takiej ochrony. Szczególne znaczenie funkcja ochronna ma na gruncie prawa karnego oraz prawa wykroczeń. Ustanawiając sankcję prawnokarną za naruszenie lub narażenie określonych dóbr ustawodawca daje wyraz swojej woli zapewnienia tym dobrom poszanowania. Czyni to poprzez penalizację określonych zachowań. 
Ochronie środkami prawa karnego podlegają jednak nie wszystkie dobra prawne (to jest uznane za takie przez ustawodawcę), lecz jedynie najistotniejsze. Wynika to ze znacznej intensywności ochrony środkami prawa karnego, operującego sankcjami o dużym stopniu dolegliwości (jak kary i środki karne).
Dobrem prawnym, dla którego opracowano zespoły specjalnych norm ochronnych, pozostaje również pewność obrotu cywilnoprawnego, którą ustawodawca stara się zapewnić poprzez system publicznych rejestrów dokumentujących zaszłe w obrocie zdarzenia prawne. Najważniejszymi rejestrami tego rodzaju są księgi wieczyste, Rejestr Zastawów oraz Krajowy Rejestr Sądowy.